# العلاقات الأندورية الأمريكية
العلاقات الأندورية الأمريكية هي العلاقات الثنائية التي تجمع بين أندورا والولايات المتحدة.

## مقارنة بين البلدين
هذه مقارنة عامة ومرجعية للدولتين:
| وجه المقارنة                                              | أندورا                                                     | الولايات المتحدة                                                                                                  |
| --------------------------------------------------------- | ---------------------------------------------------------- | --- |
| المساحة (كم2)                                             | 468                                                        | 9.83 مليون |
| عدد السكان (نسمة)                                         | 76.18 ألف                                                  | 311.58 مليون |
| الكثافة السكانية (ن./كم²)                                 | 16.28 ألف                                                  | 31.7 |
| العاصمة                                                   | أندورا لا فيلا                                             | واشنطن العاصمة |
| اللغة الرسمية                                             | اللغة الكتالونية                                           | لغة إنجليزية |
| العملة                                                    | يورو                                                       | دولار أمريكي |
| الناتج المحلي الإجمالي (بليون دولار)                      | 3.01 مليار                                                 | 19.39 تريليون |
| الناتج المحلي الإجمالي (تعادل القوة الشرائية) بليون دولار |                                                            | 18.04 تريليون |
| الناتج المحلي الإجمالي الاسمي للفرد دولار أمريكي          |                                                            | 56.12 ألف |
| الناتج المحلي الإجمالي للفرد دولار أمريكي                 |                                                            | 54.63 ألف |
| مؤشر التنمية البشرية                                      | 0.858                                                      | 0.920 |
| رمز المكالمات الدولي                                      | +376                                                       | +1 |
| رمز الإنترنت                                              | .ad                                                        | .us، حكومة، .mil، Edu.                                                                                            |
| المنطقة الزمنية                                           | ت ع م+01:00، توقيت وسط أوروبا، ت ع م+02:00، أوروبا/أندورا ‏ | توقيت ساموا الأمريكية، توقيت أطلنطي موحد، منطقة زمنية وسطى، توقيت ألاسكا ‏، المنطقة الزمنية الجبلية، توقيت تشامرو ‏ |

## منظمات دولية مشتركة
يشترك البلدان في عضوية مجموعة من المنظمات الدولية، منها:
| علم المنظمة | اسم المنظمة                    | تاريخ انضمام أندورا | تاريخ انضمام الولايات المتحدة |
| ----------- | ------------------------------ | ------------------- | ----------------------------- |
|             | منظمة الأمن والتعاون في أوروبا | 25 أبريل 1996       | 25 يونيو 1973                 |
|             | منظمة حظر الأسلحة الكيميائية   | ?                   | ?                             |
|             | منظمة الشرطة الجنائية الدولية  | ?                   | ?                             |
|             | الاتحاد الدولي للاتصالات       | 12 نوفمبر 1993      | 1 يوليو 1908                  |
|             | يونسكو                         | 20 أكتوبر 1993      | 4 نوفمبر 1946                 |
|             | الأمم المتحدة                  | 28 يوليو 1993       | 24 أكتوبر 1945                |

## وصلات خارجية
- موقع وزارة الخارجية الأندورية
- موقع وزارة الخارجية الأمريكية